# لورانس إنجلش
لورانس إنجلش (بالإنجليزية: Lawrence English)‏ هو ملحن أسترالي، ولد في 1976.

## وصلات خارجية
- الموقع الرسمي
- لورانس إنجلش على موقع IMDb (الإنجليزية)
- لورانس إنجلش على موقع ميوزك برينز (الإنجليزية)
- لورانس إنجلش على موقع أول ميوزيك (الإنجليزية)
- لورانس إنجلش على موقع ديسكوغز (الإنجليزية)